# Biblioteca d'Escriptors Mallorquins
La Biblioteca d'escriptors mallorquins és una col·lecció de seixanta volums, distribuïda pel Diari de Balears, publicada el 2005. Hi són representats des dels autors clàssics -Ramon Llull, Anselm Turmeda, Guillem de Torroella- fins a una mostra de la producció literària contemporània -Antoni Vidal Ferrando, Bartomeu Fiol, Gabriel Janer Manila o Sebastià Alzamora.

## Volums
- 10 poetes mallorquins dels anys 70, Pere Rosselló Bover (curador)
- A cops de ferro i àlgebra d'Antoni Vidal Ferrando, Sam Abrams (curador)
- Cap a una interpretació de la història de Mallorca de Josep Melià
- Alta i benemèrita senyora / L'esfinx de Llorenç Villalonga
- Angeli Musicanti de Gabriel Janer Manila
- Antologia de la poesia de la Renaixença a Mallorca, Maria Magdalena Alomar Vanrell (curadora)
- Antologia de poesia i prosa de Damià Huguet, Damià Pons i Pons (curador)
- Antologia de poetes joves de Mallorca, Pere Rosselló Bover (curador)
- Antologia poètica de Miquel Costa i Llobera, Maria Antònia Perelló (curadora)
- Antologia poètica de Miquel Àngel Riera, Francisco Díaz de Castro (curador)
- Antologia poètica de Blai Bonet
- Antologia poètica de Josep Maria Llompart, Cèlia Riba i Vinyes (curadora)
- Aproximacions i semblances: dotze escriptors catalans del segle XX de Pere Rosselló Bover
- Debats inconclosos: Cultura i societat a la Mallorca del vuit-cents de Pere Fullana Puigserver
- Autobiografia i atac als partidaris de la Creu d'Anselm Turmeda, Míkel de Epalza Ferrer (curador)
- Cançons republicanes / Poemes d'identitat i vida, guerra i presó de Pere Capellà
- Chopin a Mallorca de Josep Sureda i Blanes
- Una cinta de dol al capell de Llorenç Capellà
- Contra vent i corrent: poemes i glosses de Pere Bonnín
- Crist de Miquel Serra Pastor
- Cultura i literatura a Mallorca entre els segles XIX i XX de Damià Pons i Pons
- Cultura i política a Mallorca (de la República a la postguerra) de Damià Ferrà-Ponç
- Un dia o l'altre acabaré de legionari de Jaume Pomar
- Una dolça tardor de Guillem Frontera
- Sobre literatura de Miquel dels Sants Oliver, Damià Pons i Pons (curador)
- Escrits inofensius de Josep M. Llauradó
- La faula de Guillem de Torroella
- Guerra civil i repressió a Mallorca de Josep Massot i Muntaner
- Hispània citerior de Llorenç Moyà
- L'home per la paraula de Francesc de Borja Moll
- Talaia Alta de Climent Picornell
- Imago Mundi de Miquel Dolç
- Llibre de contemplació en Déu de Ramon Llull
- Llibre dels fets: conquestes de Mallorca i Eivissa i submissió de Menorca de Jaume I
- La lluna i el Cala Llamp de Baltasar Porcel
- Massa temps amb els ulls tancats de Miquel Mas Ferrà
- Memòries d'una estàtua de Bernat Vidal i Tomàs
- Més enllà del mur d'Antoni Serra
- Narracions de Salvador Galmés, Pere Rosselló Bover (curador)
- Natura d'anguila de Maria de la Pau Janer
- Obres essencials de Joan Estelrich, Andreu Manresa (curador)
- Onze de Copes de Miquel Ferrà Martorell
- El paratge de l'aranya de Xesc Barceló
- Pel ressorgiment polític de Mallorca de Guillem Forteza Piña
- Poemes bíblics de Joan Alcover
- Poesia: tria personal (1994-2006) de Sebastià Alzamora
- Poesies de Bartomeu Rosselló-Pòrcel, Pere Rosselló Bover (curador)
- Els poetes de l'Escola Mallorquina, Maria Antònia Perelló (curadora)
- Prosa costumista,
- Quasi una dona moderna (farsa d'amor i humor, molt mil nou-cents) de Joan Bonet
- En Rupit: idil·li trist de Joan Rosselló de Son Fortesa
- Tres artistes de Pere A. Serra
- La santa d'Antònia Vicens
- La senyora d'Antoni Mus
- Si jo fos fuster i tu et diguessis Maria de Blai Bonet
- Sobre la parenta pobra i altres escàndols (1996-1999) de Bartomeu Fiol
- La terra borda de Lluís Maicas
- El viatge de George Sand a Mallorca / Verba de Gabriel Alomar
- Vida abreviada de Santa Catalina Tomassa d'Antoni Maria Alcover
- La vida fàcil de Jaume Vidal Alcover